# Traditionsbahnbetriebswerk Staßfurt

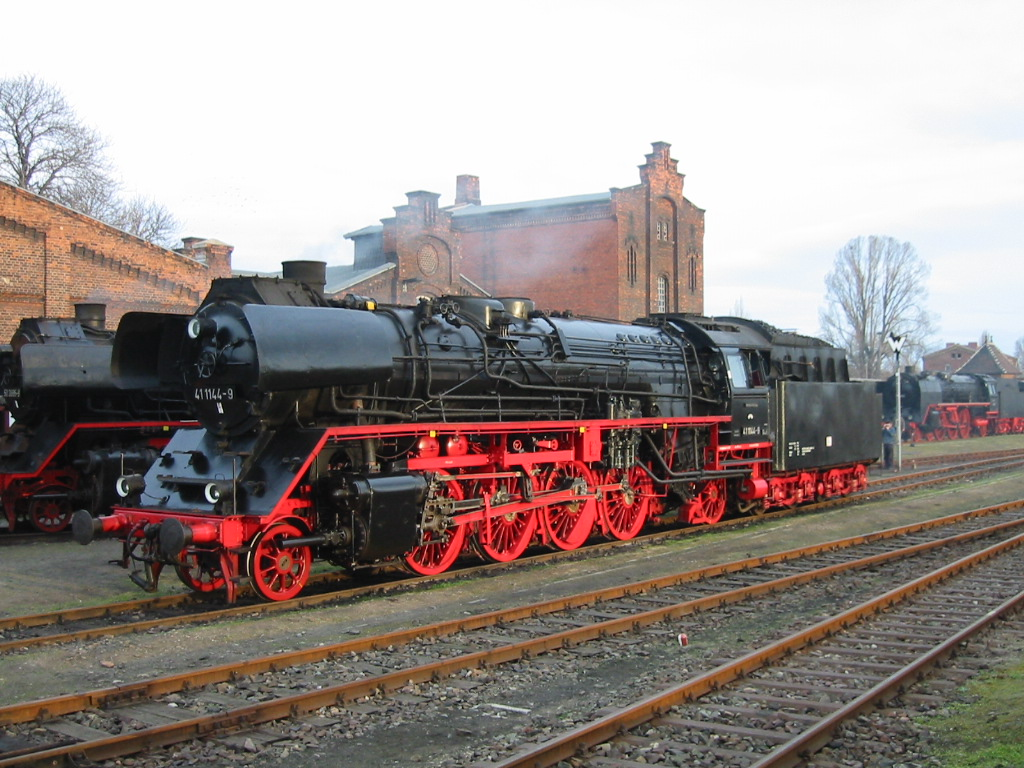
Dampflokomotive 41 1144 im Bw Staßfurt

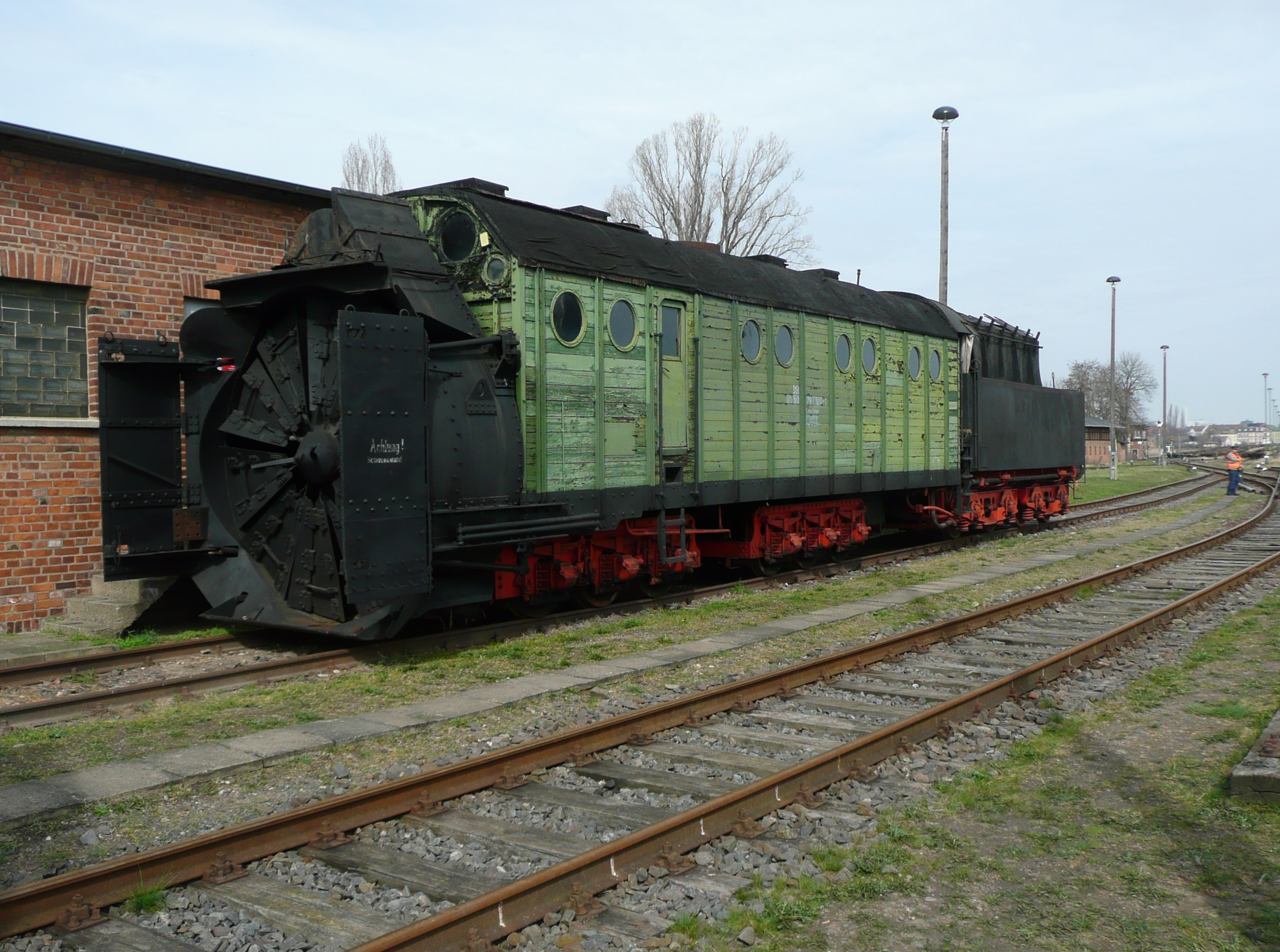
Erhaltene Dampfschneeschleuder im Traditionsbahnbetriebswerk

Das Traditionsbahnbetriebswerk Staßfurt ist ein Bahnbetriebswerk in Staßfurt (Sachsen-Anhalt), das 1856 in Betrieb genommen wurde. Heute wird die Ausstellung an der Bahnstrecke Schönebeck–Güsten vom Verein „Eisenbahnfreunde Traditionsbahnbetriebswerk Staßfurt e. V.“ geführt.
Der über 100 Jahre alte Ringlokschuppen mit dazugehöriger 20-m-Drehscheibe kann 24 Lokomotiven beherbergen. Bis 1988 wurden von dort Dampflokomotiven der Baureihen 41 und 50 im planmäßigen Personen-, Eil- und Güterzugverkehr eingesetzt. 1992 waren fünf betriebsfähige Dampflokomotiven im Bw beheimatet, unter anderem die 65 1049.